# Ursel Brunner
Pour les articles homonymes, voir Brunner.
Ursula Brunner dite Ursel Brunner, née le 30 janvier 1941 à Heidelberg et morte le 18 septembre 2024 dans la même ville, est une nageuse allemande.

## Biographie
Aux Jeux olympiques d'été de 1960 à Rome, Ursel Brunner est médaillée de bronze sur le relais 4x100 mètres nage libre et sur le relais 4x100 mètres quatre nages. Elle est nommée personnalité sportive allemande de l'année en 1963.

## Palmarès
- Championne d'Allemagne 1962 : 100 m libre, 400 m libre et 400 m 4 nages.